# サーサーン朝のエジプト征服
サーサーン朝のエジプト征服（サーサーンちょうのエジプトせいふく）は、618年から621年にかけてサーサーン朝が行った東ローマ帝国領エジプトに対する侵攻である。東ローマ帝国領エジプト内のアレクサンドリアは陥落し、東ローマ・サーサーン戦争はサーサーン朝に優位な展開となる。

## 背景
サーサーン朝国王ホスロー2世は、フォカスによるマウリキウス打倒後発生した東ローマ帝国内の混乱に乗じて、東方のローマ帝国諸州を攻撃した。615年までに、サーサーン朝はローマ帝国軍にメソポタミア北部、シリア、パレスチナなどで勝利していった。西アジア・アフリカにおけるローマ帝国の支配を終わらせようとするホスロー2世は、その次にエジプトを狙った。

## エジプトの陥落
サーサーン朝のエジプト征服は617年か618年に始まったが、この征服の詳細についてはほとんど知られていない、 というのも、エジプトはローマ帝国本土から遠かったため、あまり資料がないのである。サーサーン朝軍はアレクサンドリアに向かったが、ヘラクレイオスの従兄弟で地方総督であった東ローマ帝国軍将軍ニケタスは敗北してしまう。ニケタスはカルケドン派の正教会（ギリシャ正教）アレクサンドリア総主教ヨハネス5世エレモンとともにキプロスに逃れた。『フーゼスターンの年代記』によると、619年6月、東ローマ帝国はペテロという人物に裏切られたとされている。サーサーン朝軍は、アレクサンドリアから海岸沿いの道を西に9マイル離れたエナトンの修道院にも攻撃を行った。
アレクサンドリア陥落後、サーサーン朝軍はナイル川に沿って南方に戦線を拡大した。その後抵抗運動が勃発したため、鎮圧も幾度か行ったが、621年までに安定したサーサーン朝の支配が確立された。

## 影響
エジプトはその後10年間、シャフルバラーズのもとサーサーン朝による統治下に置かれる。その後東ローマ皇帝ヘラクレイオスが再度サーサーン朝に侵攻を開始した際、形勢は逆転。ホスロー2世は破れ、シャフルバラーズは支配地域からの撤退を命じられたものの抵抗していた。
しかしホスロー2世はコンスタンティノープル包囲戦などでも敗北したシャフルバラーズ側に失望。シャフルバラーズの暗殺を命じる。しかし暗殺を命じる書簡を持つ伝令は、東ローマ帝国兵に捕縛。書簡はヘラクレイオスにまわった。ヘラクレイオスはこの書簡をシャフルバラーズに見せ、シャフルバラーズはその内容を見て、ヘラクレイオス側につくことを決めるのであった。
そしてシャフルバラーズとヘラクレイオスは結託しエジプトからサーサーン朝軍を撤退させること、そして王位を奪うことを目標として攻撃を開始。629年夏、サーサーン朝軍はエジプトから撤退することとなる。